# Thomas Cup 2008/Qualifikation Amerika
Die amerikanische Qualifikation zum Thomas Cup 2008 fand vom 16. bis zum 18. Februar 2008 in Campinas, Brasilien, statt. Kanada qualifizierte sich als Sieger für die Endrunde des Cups.

## Gruppenphase
| Team               | Pts | Pld | W | L | MF | MA | MD  |
| ------------------ | --- | --- | - | - | -- | -- | --- |
| Kanada             | 3   | 3   | 3 | 0 | 14 | 1  | +13 |
| Vereinigte Staaten | 2   | 3   | 2 | 1 | 8  | 7  | +1  |
| Brasilien          | 1   | 3   | 1 | 2 | 4  | 11 | −7  |
| Peru               | 0   | 3   | 0 | 3 | 4  | 11 | −7  |

| 16. Februar 2008   |     |           |
| Vereinigte Staaten | 3–2 | Peru      |
| Kanada             | 5–0 | Brasilien |
| Kanada             | 5–0 | Peru      |
| Vereinigte Staaten | 4–1 | Brasilien |
| 17. Februar 2008   |     |           |
| Vereinigte Staaten | 1–4 | Kanada    |
| Peru               | 2–3 | Brasilien |

## K.-o.-Runde
| 18. Februar 2008 |     |                    |          |
| Brasilien        | 1–3 | Peru               | 3. Platz |
| Kanada           | 3–0 | Vereinigte Staaten | Finale   |